# علاج المجال الكهربائي المتناوب
علاج المجال الكهربائي المتناوب (يسمى احياناً بمجال علاج الأورام، ويختصر بـTTF أو TTFields) هو نوع من العلاج بالمجال الكهرومغناطيسي باستخدام مجال كهربائي قليل الشدة لعلاج السرطان. صنعت الشركة الإسرائيلية «نوفوكيور» هذا الجهاز لاستخدامه لعلاج الأورام ووافقت عليه كلاً من الولايات المتحدة وأوروبا لعلاج الورم الأرومي الدبقي المتكرر، وحالياً يخضع لعدة تجارب سريرية لعلاج عدد من الأورام الأخرى. بغض النظر عن كسب الموافقة النظامية، ففعالية هذه التقنية لا تزال موضع جدل بين الخبراء الطبيين.

## الآلية الحيوية المقترحة
علاج المجال الكهربائي المتناوب/TTF وُصف بدايةً في عام 2004 على أنه يتم باستخدام أقطاب كهربائية معزولة لتطبيق مجالات كهربائية متناوبة منخفضة الشدة، ومتوسطة التردد على المنطقة المستهدفة التي تحتوي على الخلايا المتكاثرة. في نماذج السرطان ما قبل السريرية، مجال علاج الاورام TTF بدأ يُظهِر السُمّيَّة الانتقائية للخلايا المتكاثرة من خلال آلية مضاد التَّفَتُّل. يمكن لهذا النهج مبدئياً أن يكون انتقائياً للخلايا السرطانية في مناطق من الجسم، مثل الدماغ، حيث أن أغلب الخلايا الطبيعية تكون غير متكاثرة.

## الجهاز الطبي
صنعت شركة نوفوكيور جهاز مجال علاج الاورام (TTF) السريري تحت الاسم التجاري أوبتيون (سابقاً NovoTTF-100A)، وتمت الموافقة عليه في الولايات المتحدة وأوروبا لعلاج الورم الأرومي الدبقي المتكرر. هذه الأجهزة تولد موجات كهرومغناطيسية تقدر بين 100 و 300 كيلوهرتز (kHz). يمكن أن تستخدم هذه الأجهزة بالتوافق مع الأنماط الاعتيادية من رعاية المرضى، لكنها متاحة في مراكز علاج معينة فقط، وتتطلب تدريبات خاصة وشهادة لابد أن يحصل عليها الطبيب الواصف لهذا العلاج. عندما يتم استخدام جهاز مجال علاج الأورام TTF، توضع أقطاب كهربائية تشبه “القبعة الكهربائية” على فروة رأس المريض المحلوقة. وعندما لا يكون الجهاز قيد الاستعمال، يتم توصيل الأجهزة بمصدر طاقة لإعادة شحنها.

## الكفاءة السريرية
المبادئ التوجيهية الأساسية للشبكة الأمريكية الوطنية الشاملة للسرطان تُدرِج مجال علاج الأورام TTF كخيار لعلاج الورم الأرومي الدبقي المتكرر، ولكن يلاحظ أن هنالك خلاف كبير بين أعضاء لجنة الخبراء في الأخذ بهذه التوصية. الأدلة القيّمة لفعالية مجال علاج الأورام TTF في علم الأورام محدودة؛ تجربة عشوائية سريرية واحدة فقط قيّمت مجال علاج الاورام TTF وتم نشرها اعتباراً من نوفمبر 2014. وكانت هذه التجربة هي الأساس الرئيسي للموافقة التنظيمية على جهاز "NovoTTF-100A / Optune" أوبتيون في الولايات المتحدة وأوروبا. في هذه الدراسة، تم اختيار المرضى الذين يعانون من الورم الأرومي الدبقي الذي تكرر بعد العلاج التقليدي الأول بشكل عشوائي للعلاج أما بجهاز (NovoTTF-100A / Optune) أو اختيار طبيبهم المعالج وهو العلاج الكيميائي التقليدي. كان معدل النجاة أو الاستجابة في هذه التجربة تبين بعد قرابة ستة أشهر، ولم يكن المعدل أفضل بكثير في مجموعة مجال علاج الأورام TTF عما هو عليه في مجموعة العلاج التقليدي. وأشارت النتائج إلى أن مجال علاج الاورام TTF والعلاج الكيميائي التقليدي قد يكون مفيداً بنفس المقدار للمرضى في هذا الإطار، ولكن مع اختلاف الآثار الجانبية. اقترحت دراستان سريريتان سابقاً الفائدة من العلاج بمجال علاج الأورام TTF في الورم الارومي الدبقي المتكرر، ولكن لم يتم استخلاص استنتاجات نهائية بسبب افتقارهم لمجموعات المراقبة العشوائية.
تم الإبلاغ عن النتائج الأولية للتجربة السريرية العشوائية لمجال علاج الاورام TTF التي ترعاها نوفوكيور Novocure على المرضى الذين شُخِّصوا حديثاً أنهم يعانون من الورم الأرومي الدبقي في اجتماع لجمعية الأعصاب وعلم الأورام في نوفمبر 2014. أظهر تحليل مؤقت فائدة ذات دلالة احصائية في متوسط بقاء المرضى الذين عولجوا بمجال علاج اللاورام TTF بالإضافة إلى العلاج التقليدي (تيموزولامايد –دواء للعلاج الكيميائي- الإشعاع والجراحة) مقابل المرضى الذين عولجوا بالعلاج التقليدي فقط، نتيجةً لذلك أوصت لجنة مراقبة بيانات التجربة إلى إنهاء الدراسة في وقت مبكر. على أساس هذه النتائج، وافقت هيئة الغذاء والدواء على تعديل بروتوكول التجربة، مما يسمح بعرض مجال علاج الأورام TTF لجميع المرضى في التجربة. لوحظت هذه النتائج بأنها “مشجعة” في أقوال الخبراء السريريين، على الرغم من أن الكُتّاب امتنعوا عن إعطاء توصيات لاستخدام مجال علاج الأورام TTF في الورم الأرومي الدبقي الذي شُخِّص حديثاً حتى تخضع نتائج هذه التجربة لمراجعة الأقران.

## الأعراض الجانبية
شملت الآثار الضارة الناجمة عن مجال علاج الأورام TTF في التجارب التي نُشِرَت حتى الآن طفح جلدي موضعي ناتج عن استخدام الاقطاب الكهربائية، بينما المرضى الذين عولجوا بالعلاج الكيميائي التقليدي يصابون بغثيان شديد بشكل متكرر، فقدان الوزن، مشاكل في الهضم والدم، وفقدان الشعر.

## الموافقة النظامية
وافقت هيئة الغذاء والدواء الأمريكية على جهاز NovoTTF-100A / Optune أوبتيون في أبريل عام 2011 لعلاج المرضى الذين يعانون من الورم الأرومي الدبقي المتكرر، بناءً على أدلة التجارب السريرية التي تعود بالفوائد على هذا المجتمع. لأن الدليل على الكفاءة العلاجية لم يكن قاطعاً، كان مطلوباً من الشركة المصنِّعة للجهاز إجراء تجارب سريرية إضافية كشرط للموافقة على الجهاز. ويقول النقّاد إن مناشدات مرضى السرطان في جلسة استماع هيئة الغذاء والدواء ارجعت أراء كثيرة عن موقفها، ومُنِحَت هذه الموافقة على الرغم من “الشكوك الكبيرة على عديد من النقاط”.

## التكلفة
اعتباراً من ديسمبر عام 2014، يكلف العلاج بجهاز Optune أوبتيون 21,000$ شهرياً، غير أن العديد من المرضى يتلقون العلاج إلى أجل غير مسمى، أو حتى عودة الورم. وقد تراجعت الرعاية الصحية والعديد من شركات التأمين الصحي الخاص عن تغطية تكاليف علاج TTF، على أساس أنه لا يزال تحت التحري.